# サクソニア セミ・ポンプ
サクソニア セミ・ポンプ(Saxonia Semi-Pump)、
サクソニア セミ・ポンプ ショットガン(Saxonia Semi-Pump shotgun)は、ドイツで開発された散弾銃である。
その名の通り、半自動（セミオートマチック）か手動（ポンプアクション）の2種類の作動・装填方式を状況に応じて切り換えて選択できる、“コンバーティブルショットガン(convertible shotgun)”の一つである。

## 特徴
旧東ドイツのヴィーザ機器・工具人民公社（VEB Geräte- und Werkzeugbau Wiesa, GWB(独語版)が前身の銃器メーカー、サクソニア社(SAXONIA Spezialtechnik GbR)が開発・生産したもので、狩猟やスポーツ射撃、警察での使用を視野に入れたモデルである。
堅牢さと軽量化を同時に実現するため、チタン－アルミニウム合金で作られている。作動方式の切り換えはチューブ型弾倉先端にあるスイッチの操作によって行われる。ストックの形状は独特で、ピストルグリップ状の握把と曲銃床が一体となった樹脂製のものが装備されている。また、同じく樹脂製の先台（ポンプ／スライド）も、下部のチューブ型弾倉のみならず銃身部までを覆うユニークなデザインである。
フランキ SPAS12やベネリM3スーパー90といったイタリア製がほとんどのコンバーティブルショットガンの中で、ドイツ製というこのモデルは異彩を放つ。先台と機関部の間に位置するスライド部分のハンドガードに放熱孔が多数切られているのは、先行モデルであるSPAS12の影響と考えられるが、特注対応とはいえ3インチの薬室長を備え（通常モデルは2.75インチ）マグナム・ショットシェルに対応できる点はSPASに勝り、ベネリM3に匹敵する。
なお、切り替えスイッチの配置のため、他の散弾銃では可能な銃身やチューブ型弾倉の長さを変更する自由が失われているのが難点となる。